# Ana Asensio
Ana Asensio (Madrid, 4 aprile 1978) è un'attrice e regista spagnola.
È nota principalmente per il film Most Beautiful Island, da lei diretto, sceneggiato e interpretato nelle vesti di protagonista.

## Biografia
Attiva nel campo della recitazione dagli anni '90, in tale decennio lavora esclusivamente in produzioni televisive spagnole, ottenendo un ruolo di rilievo nella serie TV di successo Nada es para siempre. Nel 2001 si trasferisce a New York City e inizia a lavorare anche in ambito cinematografico. Dopo essere apparsa in ruoli più o meno rilevanti in produzioni sia spagnole che statunitensi per i successivi 15 anni, nel 2017 riesce a realizzare il suo primo film da regista e sceneggiatrice Most Beautiful Island, opera in cui riserva a se stessa il ruolo di protagonista. Il film ottiene un ottimo riscontro da parte della critica, vincendo premi di rilievo in festival come il South by Southwest. Ottiene successivamente ruoli in altri film come Like Me e Te me manques.

## Filmografia

### Regista e sceneggiatrice
- Most Beautiful Island (2017)

### Attrice

#### Cinema
- El lápiz del carpintero, regia di Antón Reixa (2003)
- The Kovak Box - Controllo mentale, regia di Daniel Monzón (2006)
- The Afternight, regia di Alexei Kaleina e Craig William Macneill (2009)
- Zenith, regia di Vladan Nikolic (2010)
- Carne cruda, regia di Tirso Calero (2011)
- The Archive, regia di Ethan Spigland (2015)
- Like Me, regia di Robert Mockler (2017)
- Most Beautiful Island, regia di Ana Asensio (2017)
- Te me manques, regia di Rodrigo Bellott (2017)

#### Televisione
- Más que amigos – Serie TV, 1 episodio (1998)
- Señor Alcalde – Serie TV, 6 episodi (1998)
- Nada es para siempre – Serie TV, 17 episodi (1999-2000)
- Planta 25 – Serie TV, 61 episodi (2007-2008)
- Las chicas de oro – Serie TV, 1 episodio (2010)
- Todo es posible en el bajo – Serie TV, 1 episodio (2012)